# Paperissima Sprint
Paperissima Sprint è un programma televisivo italiano, ideato da Antonio Ricci. Il programma è nato su Italia 1 nel 1990 come spin-off del varietà Paperissima e dal 1995 al 2025 è divenuto un appuntamento pressoché costante dell'access prime time di Canale 5.
Dal 14 luglio 2025 ritorna su Italia 1 occupando lo slot del primo pomeriggio. La trasmissione va in onda quotidianamente nel periodo estivo e alla domenica nel corso dei restanti mesi dell'anno.

## Il programma
Il programma è incentrato su filmati amatoriali di incidenti e situazioni di comicità involontaria provenienti da tutto il mondo, incentrati su bambini, animali, eventi domestici, matrimoni e molto altro; i filmati sono inframmezzati dalle gag dei conduttori e del Gabibbo e vengono accompagnati da commenti vocali fuori campo dei conduttori e da effetti sonori direttamente tratti dai cartoni animati Hanna-Barbera, Disney e Looney Tunes. A differenza di Paperissima, non vengono mai mostrate, se non in casi eccezionali, gaffe di personaggi famosi avvenute sui set cinematografici e televisivi. L'aggiunta della parola "Sprint" nel titolo allude alla minore durata (che solitamente varia dai 30 ai 50 minuti) e alla maggiore leggerezza e freschezza nella struttura della trasmissione. L'edizione estiva del programma viene dal 2005 al 2019 realizzata in esterna, in luoghi pubblici. Le altre edizioni stagionali invece (dal 2020 anche quelle estive), vanno in onda dallo Studio 14 del Centro di produzione Mediaset di Cologno Monzese, lo stesso studio che ospita Striscia la notizia.

### Studi televisivi
| Studio televisivo                                              | Edizione | Edizione | Edizione | Edizione | Edizione | Edizione | Edizione | Edizione | Edizione | Edizione | Edizione | Edizione | Edizione | Edizione | Edizione | Edizione | Edizione | Edizione | Edizione | Edizione | Edizione | Edizione | Edizione | Edizione | Edizione | Edizione | Edizione | Edizione | Edizione | Edizione | Edizione | Edizione | Edizione | Edizione | Edizione | Edizione | Edizione | Edizione | Edizione | Totale |
| Studio televisivo                                              | 1ª       | 2ª       | 3ª       | 4ª       | 5ª       | 6ª       | 7ª       | 8ª       | 9ª       | 10ª      | 11ª      | 12ª      | 13ª      | 14ª      | 15ª      | 16ª      | 17ª      | 18ª      | 19ª      | 20ª      | 21ª      | 22ª      | 23ª      | 24ª      | 25ª      | 26ª      | 27ª      | 28ª      | 29ª      | 30ª      | 31ª      | 32ª      | 33ª      | 34ª      | 35ª      | 36ª      | 37ª      | 38ª      | 39ª      | Totale |
| -------------------------------------------------------------- | -------- | -------- | -------- | -------- | -------- | -------- | -------- | -------- | -------- | -------- | -------- | -------- | -------- | -------- | -------- | -------- | -------- | -------- | -------- | -------- | -------- | -------- | -------- | -------- | -------- | -------- | -------- | -------- | -------- | -------- | -------- | -------- | -------- | -------- | -------- | -------- | -------- | -------- | -------- | ------ |
| Studio 4 del Centro di produzione Mediaset di Cologno Monzese  |          |          |          |          |          |          |          |          |          |          |          |          |          |          |          |          |          |          |          |          |          |          |          |          |          |          |          |          |          |          |          |          |          |          |          |          |          |          |          | 1      |
| Studio 2 del Palazzo dei Cigni                                 |          |          |          |          |          |          |          |          |          |          |          |          |          |          |          |          |          |          |          |          |          |          |          |          |          |          |          |          |          |          |          |          |          |          |          |          |          |          |          | 1      |
| Studio 1 del Palazzo dei Cigni                                 |          |          |          |          |          |          |          |          |          |          |          |          |          |          |          |          |          |          |          |          |          |          |          |          |          |          |          |          |          |          |          |          |          |          |          |          |          |          |          | 3      |
| Punta Santa Giusta, Cagliari                                   |          |          |          |          |          |          |          |          |          |          |          |          |          |          |          |          |          |          |          |          |          |          |          |          |          |          |          |          |          |          |          |          |          |          |          |          |          |          |          | 4      |
| Esterna                                                        |          |          |          |          |          |          |          |          |          |          |          |          |          |          |          |          |          |          |          |          |          |          |          |          | [ 5 ]    |          |          |          |          |          |          |          |          |          |          |          |          |          |          | 11     |
| Studio 11 del Centro di produzione Mediaset di Cologno Monzese |          |          |          |          |          |          |          |          |          |          |          |          |          |          |          |          |          |          |          |          |          |          |          |          |          |          |          |          |          |          |          |          |          |          |          |          |          |          |          | 2      |
| Padiglioni dell'Expo, Milano                                   |          |          |          |          |          |          |          |          |          |          |          |          |          |          |          |          |          |          |          |          |          |          |          |          |          |          |          |          |          |          |          |          |          |          |          |          |          |          |          | 1      |
| Studio 14 del Centro di produzione Mediaset di Cologno Monzese |          |          |          |          |          |          |          |          |          |          |          |          |          |          |          |          |          |          |          |          |          |          |          | [ 6 ]    | [ 6 ]    | [ 6 ]    |          |          |          |          |          |          |          |          |          |          |          |          |          | 17     |

## Storia del programma

### Anni 1990
La prima edizione di Paperissima Sprint, composta di soli tre appuntamenti, va in onda su Italia 1 dal 2 al 16 dicembre 1990 con la conduzione del Gabibbo, in seguito presente in tutte le edizioni, e di Serena Grandi. Alla trasmissione partecipano anche le Paperette Terry Sessa, Simonetta Pravettoni, Micaela Bianchi e Ana Laura Ribas. Nell'estate del 1995 il programma approda su Canale 5 con un'edizione quotidiana in onda dal lunedì al sabato alle 20:35. Il programma, scritto da Antonio Ricci con la collaborazione di Lorenzo Beccati e Max Greggio, è condotto dal Gabibbo e da Miriana Trevisan, reduce dall'esperienza come velina a Striscia la notizia nella stagione appena conclusa. Al programma prendono parte anche l'imitatore Dario Ballantini che di volta in volta veste i panni di Ray Charles, Gianni Morandi e Zucchero, e Gianni Fantoni nei panni del bambolotto Ciccio Ciccio. Tale edizione andava in onda dallo studio 2 del Palazzo dei Cigni. Nell'estate del 1996, per non inflazionare il genere TV in vista della nuova edizione di Paperissima in onda in autunno, il programma si trasforma in Estatissima Sprint, condotto anche in questo caso dalla coppia Trevisan - Gabibbo, ma con più interventi in studio e parodie a tema estive. Torna a essere Paperissima Sprint nell'estate del 1997 con la conduzione del riconfermato Gabibbo e di una giovanissima e ancora poco conosciuta Michelle Hunziker. La nuova edizione, in onda dallo studio 1 sempre del Palazzo dei Cigni, in cui è stato ricostruito un centro balneare, prevede tra un filmato e l'altro anche un palcoscenico per nuovi comici e cabarettisti. Nell'estate del 1998 il programma lascia lo spazio in palinsesto a Doppio Lustro - 10 anni di Striscia la notizia, versione estiva di Striscia la notizia, dedicata al decennale del programma. Torna nell'estate del 1999, con la conduzione del Gabibbo, della velina Roberta Lanfranchi, dei maghi Michele Foresta, Raul Cremona e di Naike Rivelli. In questa stagione aumentano notevolmente gli spazi di intrattenimento in studio a scapito dei filmati, che hanno una durata minore rispetto al passato. Nell'estate del 2000, come accaduto nel 1996, per non danneggiare la nuova edizione di Paperissima, il programma ridiventa Estatissima sprint, condotto dal Gabibbo, Roberta Lanfranchi e Raul Cremona, con le coreografie delle ballerine Fritto Misto in onda sempre dallo studio 1 del Palazzo dei Cigni.

### Anni 2000
Il programma torna in onda nell'estate del 2001 con la conduzione della strana coppia composta da Mike Bongiorno e il Gabibbo, con la partecipazione di Antonella Mosetti. La trasmissione, giunta alla sua quinta edizione, è ambientata in un isolotto deserto in mezzo al mare (ricostruito in studio) dove i tre sono arrivati dopo essere precipitati da un aeroplano. L'occasione è il pretesto di una serie di gag che vedono spesso Bongiorno nel ruolo della vittima e il Gabibbo in quello di involontario carnefice. Sull'isola approdano occasionalmente degli ospiti come Dario Ballantini, Valerio Staffelli, Antonio Casanova, Maurizio Mosca e Miriana Trevisan (all'epoca valletta di Bongiorno a La Ruota della Fortuna). Questa è l'ultima edizione estiva ad andare in onda dagli studi televisivi di Milano 2. Nelle estati successive il programma lascia lo spazio in palinsesto a Veline (2002 e 2004) e Velone (2003) entrambi sempre a firma di Antonio Ricci. Nell'estate 2003 la trasmissione viene chiamata a sostituire Velone durante il mese di agosto in attesa delle fasi finali del programma. Questa è l'unica stagione a non avere la conduzione. La sesta edizione esordisce dunque nell'estate del 2005 con la conduzione del Gabibbo e dell'ex porno attrice Éva Henger. Il programma, che da questa edizione va in onda da location esterne di mare e di montagna (location storica di Paperissima Sprint è stata Punta Santa Giusta situata nel Sud-est della Sardegna dove il programma è andato in onda dal 2005 al 2013), vede nel cast anche i comici Gianmarco Pozzoli e Gianluca De Angelis dei Sagapò, e i Turbolenti. Il 4 e l'11 dicembre dello stesso anno vengono realizzati due appuntamenti speciali in onda sempre in access prime time ma di domenica. Nell'estate del 2006 il programma lascia il posto a Cultura moderna, altro varietà a firma di Ricci, e torna in onda con un'edizione invernale in onda alla domenica a partire dal 28 gennaio 2007. Al fianco del Gabibbo arriva l'ex Miss Italia Edelfa Chiara Masciotta, che conduce il programma sino al mese di giugno. Dopo un'estate in cui l'access prime time di Canale 5 è affidato ancora una volta a Cultura moderna, il programma torna in onda con la sua ottava edizione il 9 settembre. Alla guida la riconfermata coppia composta dal Gabibbo ed Edelfa Chiara Masciotta. Nonostante il buon riscontro di pubblico la trasmissione viene sospesa il 9 dicembre per lasciare lo spazio in access prime time a una speciale edizione di Passaparola condotta da Gerry Scotti. Paperissima Sprint torna in onda con la sua nona edizione il 19 ottobre 2008 con la conduzione del Gabibbo e di Juliana Moreira, divenuta nota negli anni precedenti grazie al programma Cultura moderna. Nel cast anche il mago Antonio Casanova. La trasmissione va in onda settimanalmente sino al 7 giugno, occupando per la prima volta l'access prime time domenicale per l'intera stagione televisiva e viene trasmessa dallo studio 11 del Centro di produzione Mediaset di Cologno Monzese, lo stesso che ospitava la contemporanea edizione della trasmissione madre Paperissima. Dall'8 giugno e per tutta l'estate 2009 la trasmissione, condotta dai riconfermati Gabibbo e Juliana Moreira, ritorna alla formula quotidiana, in onda dal lunedì al sabato. Al cast si aggiungono il campione del mondo di bike trial Vittorio Brumotti e il comico sardo Cristian Cocco in compagnia dei "Tenorenis" e delle "Quote Rosas". In occasione della morte di Mike Bongiorno, avvenuta a Montecarlo l'8 settembre 2009, va in onda una puntata speciale, senza la solita conduzione, nella quale vengono mostrati esclusivamente le gaffe e gli errori di Mike in TV; tale speciale sarà replicato 10 anni dopo, più precisamente il 5 settembre 2019, per celebrare l'anniversario della morte di Mike. Il programma prosegue anche in autunno con una nuova e breve edizione, in onda dal 27 settembre al 25 ottobre, condotta ancora una volta dalla Moreira e dal Gabibbo, che dal 1º novembre lasciano lo spazio in palinsesto a Striscia la domenica, versione festiva di Striscia la notizia.

### Anni 2010
Nell'estate del 2010, precisamente dal 23 agosto al 5 settembre, il programma torna in replica eccezionalmente nella fascia preserale, per cercare di arginare il calo di ascolti della rete. Il tentativo però si rivela vano. Nel febbraio del 2011, dopo oltre un anno di pausa, necessario per evitare una sovrapposizione di offerta con Paperissima, il programma torna in onda alla domenica con la conduzione del Gabibbo e della riconfermata Juliana Moreira, che rimangono al timone del programma sino al mese di giugno, quando prende il via l'edizione quotidiana estiva, affidata al Gabibbo, Giorgia Palmas, Vittorio Brumotti e Cristian Cocco con i suoi Tenorenis. Dopo il flop di People, la cronaca e le storie, dal 9 ottobre dello stesso anno e per tutta la stagione 2011/2012 la trasmissione ritorna nella sua versione domenicale con la conduzione di Juliana Moreira (alternando però alcune puntate inedite con repliche dell'edizione 2008/2009 e con altre puntate nuove condotte da Giorgia Palmas e Vittorio Brumotti). Nell'estate del 2012 e per tutta la stagione 2012/2013 il programma viene nuovamente lasciato ai box. Canale 5 e Antonio Ricci preferiscono mandare in onda i programmi Veline e Striscia la Domenica per evitare ancora una volta di inflazionare l'offerta, vista la messa in onda nella primavera del 2013 di Paperissima. Terminato l'appuntamento in prime time con Gerry Scotti e Michelle Hunziker, la versione Sprint torna e tiene compagnia con la sua tredicesima edizione per tutta l'estate del 2013. Alla guida del programma il riconfermato quartetto composto da Giorgia Palmas, Vittorio Brumotti, Cristian Cocco e naturalmente il Gabibbo. Da questa edizione il programma diventa un appuntamento stabile della rete andando in onda quotidianamente in estate e settimanalmente in inverno. A Juliana Moreira, ormai veterana del programma, viene affidata la conduzione della versione settimanale per ben cinque stagioni consecutive dal 2013 al 2018. La versione quotidiana in onda nel periodo estivo viene invece affidata nel 2015 all'ex velina Alessia Reato con Valeria Graci (questa edizione viene realizzata all'Expo di Milano) mentre per tre estati, dal 2016 al 2018, la padrona di casa è Maddalena Corvaglia, anche lei ex velina di Striscia la notizia. Presenza fissa di tutte le edizioni, oltre al Gabibbo, è Vittorio Brumotti. Dalla stagione 2018/2019 la versione settimanale vede, al posto della Moreira, il ritorno dopo ben 19 anni di Roberta Lanfranchi, riconfermata alla guida anche nella stagione 2019/2020. Nell'estate del 2019 la versione estiva è invece affidata alle veline Shaila Gatta e Mikaela Neaze Silva, ancora una volta affiancate dal Gabibbo e da Vittorio Brumotti.

### Anni 2020
Nell'estate 2020 il programma viene affidato per il secondo anno alle veline Shaila Gatta e Mikaela Neaze Silva, affiancate dal Gabibbo e Brumotti. A causa delle misure di contenimento della pandemia di COVID-19, l'edizione viene nuovamente trasmessa da uno studio TV (lo studio 14 del Centro di produzione Mediaset di Cologno Monzese) senza pubblico. La trentesima edizione del programma va in onda ogni domenica dal 4 ottobre 2020 con la conduzione dell'immancabile Gabibbo e, per il terzo anno consecutivo, di Roberta Lanfranchi. Nell'estate 2021 il programma viene affidato per il terzo alle veline Shaila Gatta e Mikaela Neaze Silva, affiancate dal Gabibbo e Brumotti. La trentaduesima edizione del programma va in onda ogni domenica dal 3 ottobre 2021 al 12 giugno 2022 sempre con la conduzione dell'immancabile Gabibbo e per il quarto anno consecutivo di Roberta Lanfranchi. Nell'estate 2022 il programma viene affidato per il quarto anno consecutivo alle ex veline Shaila Gatta e Mikaela Neaze Silva, affiancate dal Gabibbo e Brumotti. La trentaquattresima edizione vede tornare al timone per la quinta volta consecutiva Roberta Lanfranchi, alla sua sesta edizione complessiva, affiancata dalle new entry Marcia Thereza Araujo Barros, Valentina Corradi e dall'immancabile Gabibbo. Dal 15 giugno 2023 Vittorio Brumotti, Valentina Corradi, Marcia Thereza Arujo Barros e il Gabibbo conducono la versione estiva del programma (l'inizio era originariamente previsto per il 12 giugno 2023 ma è stato posticipato a causa della morte di Silvio Berlusconi). Dal 1º ottobre 2023 va in onda la trentaseiesima edizione e vede al timone per la sesta volta consecutiva Roberta Lanfranchi, alla sua settima edizione complessiva, affiancata da Marcia Thereza Araujo Barros, Valentina Corradi e dall'immancabile Gabibbo. Tra le novità una sigla rinnovata e la presenza del pubblico in studio nella realizzazione degli sketch. Dal 10 giugno 2024 la versione estiva è nuovamente condotta da Vittorio Brumotti, Valentina Corradi, Marcia Thereza Arujo Barros e dal Gabibbo. Nella trentottesima edizione, in onda dal 29 settembre 2024, Roberta Lanfranchi è affiancata da Antonio Casanova.
Dal 9 giugno 2025 la versione estiva del programma vede il ritorno di Juliana Moreira, già conduttrice del programma dal 2008 al 2018, al fianco del confermato Vittorio Brumotti il quale presenta il programma sin dal 2009, e del Gabibbo. Dal 14 luglio dello stesso anno, in seguito ad una riorganizzazione dei palinsesti, il programma approda su Italia 1 nella fascia day-time alle 13:50, per lasciare spazio su Canale 5 a La ruota della fortuna mantenendo, tuttavia, la replica dopo il TG5 della notte.

## Edizioni
| Edizione | Periodo           | Periodo           | Puntate | Rete televisiva | Rete televisiva | Conduzione e Cast                    | Conduzione e Cast                    | Conduzione e Cast                    | Conduzione e Cast                    | Regia             | Sigla                                                                          | Sigla                                                                          |
| Edizione | Inizio            | Fine              | Puntate | Rete televisiva | Rete televisiva | Il Gabibbo con la partecipazione di: | Il Gabibbo con la partecipazione di: | Il Gabibbo con la partecipazione di: | Il Gabibbo con la partecipazione di: | Regia             | Sigla                                                                          | Sigla                                                                          |
| -------- | ----------------- | ----------------- | ------- | --------------- | --------------- | ------------------------------------ | ------------------------------------ | ------------------------------------ | ------------------------------------ | ----------------- | ------------------------------------------------------------------------------ | ------------------------------------------------------------------------------ |
| 1ª       | 2 dicembre 1990   | 16 dicembre 1990  | 3       | Italia 1        | Italia 1        | Serena Grandi                        | Serena Grandi                        | Serena Grandi                        | Serena Grandi                        | Silvia Arzuffi    | Il ballo del qua qua, qui interpretato da Cristina Paltrinieri                 | Il ballo del qua qua, qui interpretato da Cristina Paltrinieri                 |
| 2ª       | 18 giugno 1995    | 22 settembre 1995 | 84      | Canale 5        | Canale 5        | Miriana Trevisan                     | Miriana Trevisan                     | Dario Ballantini                     | Gianni Fantoni                       | Riccardo Recchia  | Alì' Ncontrario, Il ballo del Camallo e Che goduria!, interpretate dal Gabibbo | Alì' Ncontrario, Il ballo del Camallo e Che goduria!, interpretate dal Gabibbo |
| 3ª       | 16 giugno 1997    | 27 settembre 1997 | 90      | Canale 5        | Canale 5        | Michelle Hunziker                    | Michelle Hunziker                    | Michelle Hunziker                    | Michelle Hunziker                    | Roberta Bellini   | Fritto misto (Splash), interpretata dal trio Gabibbo-Dal Rovere-Hunziker       | Fritto misto (Splash), interpretata dal trio Gabibbo-Dal Rovere-Hunziker       |
| 4ª       | 14 giugno 1999    | 25 settembre 1999 | 90      | Canale 5        | Canale 5        | Roberta Lanfranchi                   | Naike Rivelli                        | Raul Cremona                         | Michele Foresta                      | Roberta Bellini   | Fritto misto (Splash), interpretata dal trio Gabibbo-Dal Rovere-Hunziker       | Fritto misto (Splash), interpretata dal trio Gabibbo-Dal Rovere-Hunziker       |
| 5ª       | 11 giugno 2001    | 22 settembre 2001 | 90      | Canale 5        | Canale 5        | Mike Bongiorno                       | Mike Bongiorno                       | Antonella Mosetti                    | Antonella Mosetti                    | Roberta Bellini   | Fritto misto (Splash), interpretata dal trio Gabibbo-Dal Rovere-Hunziker       | Fritto misto (Splash), interpretata dal trio Gabibbo-Dal Rovere-Hunziker       |
| 6ª       | 13 giugno 2005    | 24 settembre 2005 | 90      | Canale 5        | Canale 5        | Éva Henger                           | Éva Henger                           | Gianmarco Pozzoli                    | Gianluca De Angelis                  | Andrea Fantonelli | Fritto misto (Splash), interpretata dal trio Gabibbo-Dal Rovere-Hunziker       | Fritto misto (Splash), interpretata dal trio Gabibbo-Dal Rovere-Hunziker       |
| 7ª       | 28 gennaio 2007   | 10 giugno 2007    | 21      | Canale 5        | Canale 5        | Edelfa Chiara Masciotta              | Edelfa Chiara Masciotta              | Edelfa Chiara Masciotta              | Edelfa Chiara Masciotta              | Mauro Marinello   | Bimba Bum, interpretata dal Gabibbo con Maria Dal Rovere                       | Bimba Bum, interpretata dal Gabibbo con Maria Dal Rovere                       |
| 8ª       | 9 settembre 2007  | 9 dicembre 2007   | 14      | Canale 5        | Canale 5        | Edelfa Chiara Masciotta              | Edelfa Chiara Masciotta              | Edelfa Chiara Masciotta              | Edelfa Chiara Masciotta              | Mauro Marinello   | Bimba Bum, interpretata dal Gabibbo con Maria Dal Rovere                       | Bimba Bum, interpretata dal Gabibbo con Maria Dal Rovere                       |
| 9ª       | 19 ottobre 2008   | 7 giugno 2009     | 32      | Canale 5        | Canale 5        | Juliana Moreira                      | Juliana Moreira                      | Antonio Casanova                     | Antonio Casanova                     | Mauro Marinello   | Bimba Bum, interpretata dal Gabibbo con Maria Dal Rovere                       | Bimba Bum, interpretata dal Gabibbo con Maria Dal Rovere                       |
| 10ª      | 8 giugno 2009     | 20 settembre 2009 | 91      | Canale 5        | Canale 5        | Juliana Moreira                      | Juliana Moreira                      | Vittorio Brumotti                    | Cristian Cocco                       | Mauro Marinello   | Bimba Bum, interpretata dal Gabibbo con Maria Dal Rovere                       | Bimba Bum, interpretata dal Gabibbo con Maria Dal Rovere                       |
| 11ª      | 27 settembre 2009 | 25 ottobre 2009   | 5       | Canale 5        | Canale 5        | Juliana Moreira                      | Juliana Moreira                      | Juliana Moreira                      | Juliana Moreira                      | Mauro Marinello   | Bimba Bum, interpretata dal Gabibbo con Maria Dal Rovere                       | Bimba Bum, interpretata dal Gabibbo con Maria Dal Rovere                       |
| 12ª      | 20 febbraio 2011  | 5 giugno 2011     | 16      | Canale 5        | Canale 5        | Juliana Moreira                      | Juliana Moreira                      | Juliana Moreira                      | Juliana Moreira                      | Mauro Marinello   | Bimba Bum, interpretata dal Gabibbo con Maria Dal Rovere                       | Bimba Bum, interpretata dal Gabibbo con Maria Dal Rovere                       |
| 13ª      | 6 giugno 2011     | 24 settembre 2011 | 96      | Canale 5        | Canale 5        | Giorgia Palmas                       | Giorgia Palmas                       | Vittorio Brumotti                    | Cristian Cocco                       | Mauro Marinello   | Bimba Bum, interpretata dal Gabibbo con Maria Dal Rovere                       | Bimba Bum, interpretata dal Gabibbo con Maria Dal Rovere                       |
| 14ª      | 9 ottobre 2011    | 27 maggio 2012    | 32      | Canale 5        | Canale 5        | Juliana Moreira                      | Juliana Moreira                      | Juliana Moreira                      | Juliana Moreira                      | Mauro Marinello   | Fritto misto (Splash), interpretata dal trio Gabibbo-Dal Rovere-Hunziker       | Fritto misto (Splash), interpretata dal trio Gabibbo-Dal Rovere-Hunziker       |
| 15ª      | 17 giugno 2013    | 22 settembre 2013 | 99      | Canale 5        | Canale 5        | Giorgia Palmas                       | Giorgia Palmas                       | Vittorio Brumotti                    | Cristian Cocco                       | Mauro Marinello   | Fritto misto (Splash), interpretata dal trio Gabibbo-Dal Rovere-Hunziker       | Fritto misto (Splash), interpretata dal trio Gabibbo-Dal Rovere-Hunziker       |
| 16ª      | 29 settembre 2013 | 8 giugno 2014     | 35      | Canale 5        | Canale 5        | Juliana Moreira                      | Juliana Moreira                      | Juliana Moreira                      | Juliana Moreira                      | Mauro Marinello   | Fritto misto (Splash), interpretata dal trio Gabibbo-Dal Rovere-Hunziker       | Fritto misto (Splash), interpretata dal trio Gabibbo-Dal Rovere-Hunziker       |
| 17ª      | 9 giugno 2014     | 21 settembre 2014 | 105     | Canale 5        | Canale 5        | Giorgia Palmas                       | Giorgia Palmas                       | Vittorio Brumotti                    | Cristian Cocco                       | Mauro Marinello   | Fritto misto (Splash), interpretata dal trio Gabibbo-Dal Rovere-Hunziker       | Fritto misto (Splash), interpretata dal trio Gabibbo-Dal Rovere-Hunziker       |
| 18ª      | 28 settembre 2014 | 7 giugno 2015     | 35      | Canale 5        | Canale 5        | Juliana Moreira                      | Juliana Moreira                      | Juliana Moreira                      | Juliana Moreira                      | Mauro Marinello   | Fritto misto (Splash), interpretata dal trio Gabibbo-Dal Rovere-Hunziker       | Fritto misto (Splash), interpretata dal trio Gabibbo-Dal Rovere-Hunziker       |
| 19ª      | 8 giugno 2015     | 20 settembre 2015 | 105     | Canale 5        | Canale 5        | Alessia Reato                        | Alessia Reato                        | Vittorio Brumotti                    | Valeria Graci                        | Mauro Marinello   | Fritto misto (Splash), interpretata dal trio Gabibbo-Dal Rovere-Hunziker       | Fritto misto (Splash), interpretata dal trio Gabibbo-Dal Rovere-Hunziker       |
| 20ª      | 27 settembre 2015 | 12 giugno 2016    | 36      | Canale 5        | Canale 5        | Juliana Moreira                      | Juliana Moreira                      | Juliana Moreira                      | Juliana Moreira                      | Mauro Marinello   | Fritto misto (Splash), interpretata dal trio Gabibbo-Dal Rovere-Hunziker       | Fritto misto (Splash), interpretata dal trio Gabibbo-Dal Rovere-Hunziker       |
| 21ª      | 13 giugno 2016    | 25 settembre 2016 | 105     | Canale 5        | Canale 5        | Maddalena Corvaglia                  | Maddalena Corvaglia                  | Vittorio Brumotti                    | Vittorio Brumotti                    | Mauro Marinello   | Fritto misto (Splash), interpretata dal trio Gabibbo-Dal Rovere-Hunziker       | Fritto misto (Splash), interpretata dal trio Gabibbo-Dal Rovere-Hunziker       |
| 22ª      | 2 ottobre 2016    | 11 giugno 2017    | 35      | Canale 5        | Canale 5        | Juliana Moreira                      | Juliana Moreira                      | Juliana Moreira                      | Juliana Moreira                      | Mauro Marinello   | Fritto misto (Splash), interpretata dal trio Gabibbo-Dal Rovere-Hunziker       | Caramelle, interpretata dal Gabibbo con Maria Dal Rovere                       |
| 23ª      | 12 giugno 2017    | 24 settembre 2017 | 105     | Canale 5        | Canale 5        | Maddalena Corvaglia                  | Maddalena Corvaglia                  | Vittorio Brumotti                    | Vittorio Brumotti                    | Mauro Marinello   | Fritto misto (Splash), interpretata dal trio Gabibbo-Dal Rovere-Hunziker       | Fritto misto (Splash), interpretata dal trio Gabibbo-Dal Rovere-Hunziker       |
| 24ª      | 1º ottobre 2017   | 10 giugno 2018    | 35      | Canale 5        | Canale 5        | Juliana Moreira                      | Juliana Moreira                      | Juliana Moreira                      | Juliana Moreira                      | Mauro Marinello   | Caramelle, interpretata dal Gabibbo con Maria Dal Rovere                       | Caramelle, interpretata dal Gabibbo con Maria Dal Rovere                       |
| 25ª      | 11 giugno 2018    | 7 ottobre 2018    | 94      | Canale 5        | Canale 5        | Maddalena Corvaglia                  | Maddalena Corvaglia                  | Maddalena Corvaglia                  | Maddalena Corvaglia                  | Mauro Marinello   | Fritto misto (Splash), interpretata dal trio Gabibbo-Dal Rovere-Hunziker       | Fritto misto (Splash), interpretata dal trio Gabibbo-Dal Rovere-Hunziker       |
| 26ª      | 14 ottobre 2018   | 9 giugno 2019     | 33      | Canale 5        | Canale 5        | Roberta Lanfranchi                   | Roberta Lanfranchi                   | Roberta Lanfranchi                   | Roberta Lanfranchi                   | Mauro Marinello   | Caramelle, interpretata dal Gabibbo con Maria Dal Rovere                       | Caramelle, interpretata dal Gabibbo con Maria Dal Rovere                       |
| 27ª      | 10 giugno 2019    | 22 settembre 2019 | 104     | Canale 5        | Canale 5        | Shaila Gatta                         | Mikaela Neaze Silva                  | Mikaela Neaze Silva                  | Vittorio Brumotti                    | Mauro Marinello   | Fritto misto (Splash), interpretata dal trio Gabibbo-Dal Rovere-Hunziker       | Fritto misto (Splash), interpretata dal trio Gabibbo-Dal Rovere-Hunziker       |
| 28ª      | 29 settembre 2019 | 28 giugno 2020    | 34      | Canale 5        | Canale 5        | Roberta Lanfranchi                   | Roberta Lanfranchi                   | Roberta Lanfranchi                   | Roberta Lanfranchi                   | Mauro Marinello   | Caramelle, interpretata dal Gabibbo con Maria Dal Rovere                       | Caramelle, interpretata dal Gabibbo con Maria Dal Rovere                       |
| 29ª      | 29 giugno 2020    | 27 settembre 2020 | 94      | Canale 5        | Canale 5        | Shaila Gatta                         | Mikaela Neaze Silva                  | Mikaela Neaze Silva                  | Vittorio Brumotti                    | Mauro Marinello   | Fritto misto (Splash), interpretata dal trio Gabibbo-Dal Rovere-Hunziker       | Fritto misto (Splash), interpretata dal trio Gabibbo-Dal Rovere-Hunziker       |
| 30ª      | 4 ottobre 2020    | 13 giugno 2021    | 34      | Canale 5        | Canale 5        | Roberta Lanfranchi                   | Roberta Lanfranchi                   | Roberta Lanfranchi                   | Roberta Lanfranchi                   | Mauro Marinello   | Caramelle, interpretata dal Gabibbo con Maria Dal Rovere                       | Caramelle, interpretata dal Gabibbo con Maria Dal Rovere                       |
| 31ª      | 14 giugno 2021    | 26 settembre 2021 | 105     | Canale 5        | Canale 5        | Shaila Gatta                         | Mikaela Neaze Silva                  | Mikaela Neaze Silva                  | Vittorio Brumotti                    | Mauro Marinello   | Fritto misto (Splash), interpretata dal trio Gabibbo-Dal Rovere-Hunziker       | Fritto misto (Splash), interpretata dal trio Gabibbo-Dal Rovere-Hunziker       |
| 32ª      | 3 ottobre 2021    | 12 giugno 2022    | 34      | Canale 5        | Canale 5        | Roberta Lanfranchi                   | Roberta Lanfranchi                   | Roberta Lanfranchi                   | Roberta Lanfranchi                   | Mauro Marinello   | Caramelle, interpretata dal Gabibbo con Maria Dal Rovere                       | Caramelle, interpretata dal Gabibbo con Maria Dal Rovere                       |
| 33ª      | 13 giugno 2022    | 26 settembre 2022 | 106     | Canale 5        | Canale 5        | Shaila Gatta                         | Mikaela Neaze Silva                  | Mikaela Neaze Silva                  | Vittorio Brumotti                    | Mauro Marinello   | Fritto misto (Splash), interpretata dal trio Gabibbo-Dal Rovere-Hunziker       | Fritto misto (Splash), interpretata dal trio Gabibbo-Dal Rovere-Hunziker       |
| 34ª      | 2 ottobre 2022    | 11 giugno 2023    | 34      | Canale 5        | Canale 5        | Roberta Lanfranchi                   | Roberta Lanfranchi                   | Marcia Thereza Araujo Barros         | Valentina Corradi                    | Mauro Marinello   | Caramelle, interpretata dal Gabibbo con Maria Dal Rovere                       | Caramelle, interpretata dal Gabibbo con Maria Dal Rovere                       |
| 35ª      | 15 giugno 2023    | 24 settembre 2023 | 103     | Canale 5        | Canale 5        | Vittorio Brumotti                    | Vittorio Brumotti                    | Marcia Thereza Araujo Barros         | Valentina Corradi                    | Mauro Marinello   | Fritto misto (Splash), interpretata dal trio Gabibbo-Dal Rovere-Hunziker       | Fritto misto (Splash), interpretata dal trio Gabibbo-Dal Rovere-Hunziker       |
| 36ª      | 1º ottobre 2023   | 9 giugno 2024     | 36      | Canale 5        | Canale 5        | Roberta Lanfranchi                   | Roberta Lanfranchi                   | Marcia Thereza Araujo Barros         | Valentina Corradi                    | Mauro Marinello   | Caramelle, interpretata dal Gabibbo con Maria Dal Rovere                       | Caramelle, interpretata dal Gabibbo con Maria Dal Rovere                       |
| 37ª      | 10 giugno 2024    | 22 settembre 2024 | 104     | Canale 5        | Canale 5        | Vittorio Brumotti                    | Vittorio Brumotti                    | Marcia Thereza Araujo Barros         | Valentina Corradi                    | Mauro Marinello   | Fritto misto (Splash), interpretata dal trio Gabibbo-Dal Rovere-Hunziker       | Fritto misto (Splash), interpretata dal trio Gabibbo-Dal Rovere-Hunziker       |
| 38ª      | 29 settembre 2024 | 8 giugno 2025     | 37      | Canale 5        | Canale 5        | Roberta Lanfranchi                   | Roberta Lanfranchi                   | Antonio Casanova                     | Antonio Casanova                     | Mauro Marinello   | Caramelle, interpretata dal Gabibbo con Maria Dal Rovere                       | Caramelle, interpretata dal Gabibbo con Maria Dal Rovere                       |
| 39ª      | 9 giugno 2025     | in corso          | 72      | Canale 5        | Italia 1        | Vittorio Brumotti                    | Vittorio Brumotti                    | Juliana Moreira                      | Juliana Moreira                      | Mauro Marinello   | Fritto misto (Splash), interpretata dal trio Gabibbo-Dal Rovere-Hunziker       | Fritto misto (Splash), interpretata dal trio Gabibbo-Dal Rovere-Hunziker       |

## Programmazione
| Edizione | Rete televisiva | Rete televisiva | Anno      | Stagione          | Orario | Orario | Orario | Programmazione | Programmazione | Programmazione | Programmazione | Programmazione | Programmazione | Programmazione    | Collocazione      | Collocazione      |
| Edizione | Rete televisiva | Rete televisiva | Anno      | Stagione          | Orario | Orario | Orario | L              | M              | M              | G              | V              | S              | D                 | Collocazione      | Collocazione      |
| -------- | --------------- | --------------- | --------- | ----------------- | ------ | ------ | ------ | -------------- | -------------- | -------------- | -------------- | -------------- | -------------- | ----------------- | ----------------- | ----------------- |
| 1ª       | Italia 1        | Italia 1        | 1990      | autunno           | 20:30  | 20:30  | 20:30  |                |                |                |                |                |                |                   | Access prime time | Access prime time |
| 2ª       | Canale 5        | Canale 5        | 1995      | primavera-estate  | 20:30  | 20:30  | 20:30  |                |                |                |                |                |                |                   | Access prime time | Access prime time |
| 3ª       | Canale 5        | Canale 5        | 1997      | primavera-autunno | 20:30  | 20:30  | 20:30  |                |                |                |                |                |                |                   | Access prime time | Access prime time |
| 4ª       | Canale 5        | Canale 5        | 1999      | primavera-autunno | 20:35  | 20:35  | 20:35  |                |                |                |                |                |                |                   | Access prime time | Access prime time |
| 5ª       | Canale 5        | Canale 5        | 2001      | primavera-estate  | 20:35  | 20:35  | 20:35  |                |                |                |                |                |                |                   | Access prime time | Access prime time |
| 6ª       | Canale 5        | Canale 5        | 2005      | primavera-autunno | 20:35  | 20:35  | 20:35  |                |                |                |                |                |                |                   | Access prime time | Access prime time |
| 7ª       | Canale 5        | Canale 5        | 2007      | inverno-primavera | 20:35  | 20:35  | 20:35  |                |                |                |                |                |                |                   | Access prime time | Access prime time |
| 8ª       | Canale 5        | Canale 5        | 2007      | estate-autunno    | 20:35  | 20:35  | 20:35  |                |                |                |                |                |                |                   | Access prime time | Access prime time |
| 9ª       | Canale 5        | Canale 5        | 2008-2009 | autunno-primavera | 20:35  | 20:35  | 20:35  |                |                |                |                |                |                |                   | Access prime time | Access prime time |
| 10ª      | Canale 5        | Canale 5        | 2009      | primavera-estate  | 20:35  | 20:35  | 20:35  |                |                |                |                |                |                |                   | Access prime time | Access prime time |
| 11ª      | Canale 5        | Canale 5        | 2009      | autunno           | 20:35  | 20:35  | 20:35  |                |                |                |                |                |                |                   | Access prime time | Access prime time |
| 12ª      | Canale 5        | Canale 5        | 2011      | inverno-primavera | 20:35  | 20:35  | 20:35  |                |                |                |                |                |                |                   | Access prime time | Access prime time |
| 13ª      | Canale 5        | Canale 5        | 2011      | primavera-autunno | 20:35  | 20:35  | 20:35  |                |                |                |                |                |                |                   | Access prime time | Access prime time |
| 14ª      | Canale 5        | Canale 5        | 2011-2012 | autunno-primavera | 20:35  | 20:35  | 20:35  |                |                |                |                |                |                |                   | Access prime time | Access prime time |
| 15ª      | Canale 5        | Canale 5        | 2013      | primavera-estate  | 20:40  | 20:40  | 20:40  |                |                |                |                |                |                |                   | Access prime time | Access prime time |
| 16ª      | Canale 5        | Canale 5        | 2013-2014 | autunno-primavera | 20:40  | 20:40  | 20:40  |                |                |                |                |                |                |                   | Access prime time | Access prime time |
| 17ª      | Canale 5        | Canale 5        | 2014      | primavera-estate  | 20:40  | 20:40  | 20:40  |                |                |                |                |                |                |                   | Access prime time | Access prime time |
| 18ª      | Canale 5        | Canale 5        | 2014-2015 | autunno-primavera | 20:40  | 20:40  | 20:40  |                |                |                |                |                |                |                   | Access prime time | Access prime time |
| 19ª      | Canale 5        | Canale 5        | 2015      | primavera-estate  | 20:40  | 20:40  | 20:40  |                |                |                |                |                |                |                   | Access prime time | Access prime time |
| 20ª      | Canale 5        | Canale 5        | 2015-2016 | autunno-primavera | 20:35  | 20:35  | 20:35  |                |                |                |                |                |                |                   | Access prime time | Access prime time |
| 21ª      | Canale 5        | Canale 5        | 2016      | primavera-autunno | 20:35  | 20:35  | 20:35  |                |                |                |                |                |                |                   | Access prime time | Access prime time |
| 22ª      | Canale 5        | Canale 5        | 2016-2017 | autunno-primavera | 20:35  | 20:35  | 20:35  |                |                |                |                |                |                |                   | Access prime time | Access prime time |
| 23ª      | Canale 5        | Canale 5        | 2017      | primavera-autunno | 20:35  | 20:35  | 20:35  |                |                |                |                |                |                |                   | Access prime time | Access prime time |
| 24ª      | Canale 5        | Canale 5        | 2017-2018 | autunno-primavera | 20:35  | 20:35  | 20:35  |                |                |                |                |                |                |                   | Access prime time | Access prime time |
| 25ª      | Canale 5        | Canale 5        | 2018      | primavera-autunno | 20:35  | 20:35  | 20:35  |                |                |                |                |                |                |                   | Access prime time | Access prime time |
| 26ª      | Canale 5        | Canale 5        | 2018-2019 | autunno-primavera | 20:35  | 20:35  | 20:35  |                |                |                |                |                |                |                   | Access prime time | Access prime time |
| 27ª      | Canale 5        | Canale 5        | 2019      | primavera-estate  | 20:35  | 20:35  | 20:35  |                |                |                |                |                |                |                   | Access prime time | Access prime time |
| 28ª      | Canale 5        | Canale 5        | 2019-2020 | autunno-estate    | 20:35  | 20:35  | 20:35  |                |                |                |                |                |                |                   | Access prime time | Access prime time |
| 29ª      | Canale 5        | Canale 5        | 2020      | estate-autunno    | 20:35  | 20:35  | 20:35  |                |                |                |                |                |                |                   | Access prime time | Access prime time |
| 30ª      | Canale 5        | Canale 5        | 2020-2021 | autunno-primavera | 20:35  | 20:35  | 20:35  |                |                |                |                |                |                |                   | Access prime time | Access prime time |
| 31ª      | Canale 5        | Canale 5        | 2021      | primavera-autunno | 20:35  | 20:35  | 20:35  |                |                |                |                |                |                |                   | Access prime time | Access prime time |
| 32ª      | Canale 5        | Canale 5        | 2021-2022 | autunno-primavera | 20:35  | 20:35  | 20:35  |                |                |                |                |                |                |                   | Access prime time | Access prime time |
| 33ª      | Canale 5        | Canale 5        | 2022      | primavera-autunno | 20:35  | 20:35  | 20:35  |                |                |                |                |                |                |                   | Access prime time | Access prime time |
| 34ª      | Canale 5        | Canale 5        | 2022-2023 | autunno-primavera | 20:35  | 20:35  | 20:35  |                |                |                |                |                |                |                   | Access prime time | Access prime time |
| 35ª      | Canale 5        | Canale 5        | 2023      | primavera-autunno | 20:35  | 20:35  | 20:35  |                |                |                |                |                |                |                   | Access prime time | Access prime time |
| 36ª      | Canale 5        | Canale 5        | 2023-2024 | autunno-primavera | 20:35  | 20:35  | 20:35  |                |                |                |                |                |                |                   | Access prime time | Access prime time |
| 37ª      | Canale 5        | Canale 5        | 2024      | primavera-autunno | 20:35  | 20:35  | 20:35  |                |                |                |                |                |                |                   | Access prime time | Access prime time |
| 38ª      | Canale 5        | Canale 5        | 2024-2025 | autunno-primavera | 20:35  | 20:35  | 20:35  |                |                |                |                |                |                |                   | Access prime time | Access prime time |
| 39ª      | Canale 5        | Italia 1        | 2025      | primavera-autunno | 20:35  | 14:00  | 13:50  |                |                |                |                |                |                | Access prime time | Day-time          |                   |

## Commento ai video
I video proposti all'interno della trasmissione sono sin dall'esordio commentati dagli storici autori e collaboratori dei programmi di Antonio Ricci, come Lorenzo Beccati e Gennaro Ventimiglia. A loro si aggiungono di volta in volta i conduttori delle varie edizioni della trasmissione. A partire dal 2006, alcuni video vengono doppiati, oltre che dai sopracitati, anche da Gerry Scotti, che inoltre è stato conduttore della trasmissione madre dal 2004 al 2013. In passato buona parte dei video proposti erano già stati trasmessi all'interno di Paperissima e pertanto presentavano il commento da parte dei conduttori della trasmissione madre.

## Estatissima Sprint
Nelle estati del 1996 e del 2000 andò in onda Estatissima Sprint, simile a Paperissima Sprint ma con più interventi in studio e parodie a tema estivo.

### Edizioni
| Edizione | Periodo        | Periodo           | Puntate | Conduzione e Cast                    | Conduzione e Cast                    | Conduzione e Cast                    | Regia            | Studio di registrazione        | Sigla                                                                    |                                                                          |
| Edizione | Inizio         | Fine              | Puntate | Il Gabibbo con la partecipazione di: | Il Gabibbo con la partecipazione di: | Il Gabibbo con la partecipazione di: | Regia            | Studio di registrazione        | Sigla                                                                    |                                                                          |
| -------- | -------------- | ----------------- | ------- | ------------------------------------ | ------------------------------------ | ------------------------------------ | ---------------- | ------------------------------ | ------------------------------------------------------------------------ | ------------------------------------------------------------------------ |
| 1ª       | 17 giugno 1996 | 28 settembre 1996 | 90      | Miriana Trevisan                     | Gianni Fantoni                       | Dario Ballantini                     | Riccardo Recchia | Studio 2 del Palazzo dei Cigni | Che goduria!, interpretata dal Gabibbo                                   | Che goduria!, interpretata dal Gabibbo                                   |
| 2ª       | 12 giugno 2000 | 23 settembre 2000 | 90      | Roberta Lanfranchi                   | Raul Cremona                         | Gruppo Fritto Misto                  | Roberta Bellini  | Studio 1 del Palazzo dei Cigni | Fritto misto (Splash), interpretata dal trio Gabibbo-Dal Rovere-Hunziker | Fritto misto (Splash), interpretata dal trio Gabibbo-Dal Rovere-Hunziker |